# 邁因拉德一世 (霍亨索倫-錫格馬林根)
邁因拉德一世（德語：Meinrad I. von Hohenzollern-Sigmaringen，1605年—1681年1月30日）是霍亨索倫-錫格馬林根親王，前任親王約翰之子，1638年至1681年在位。

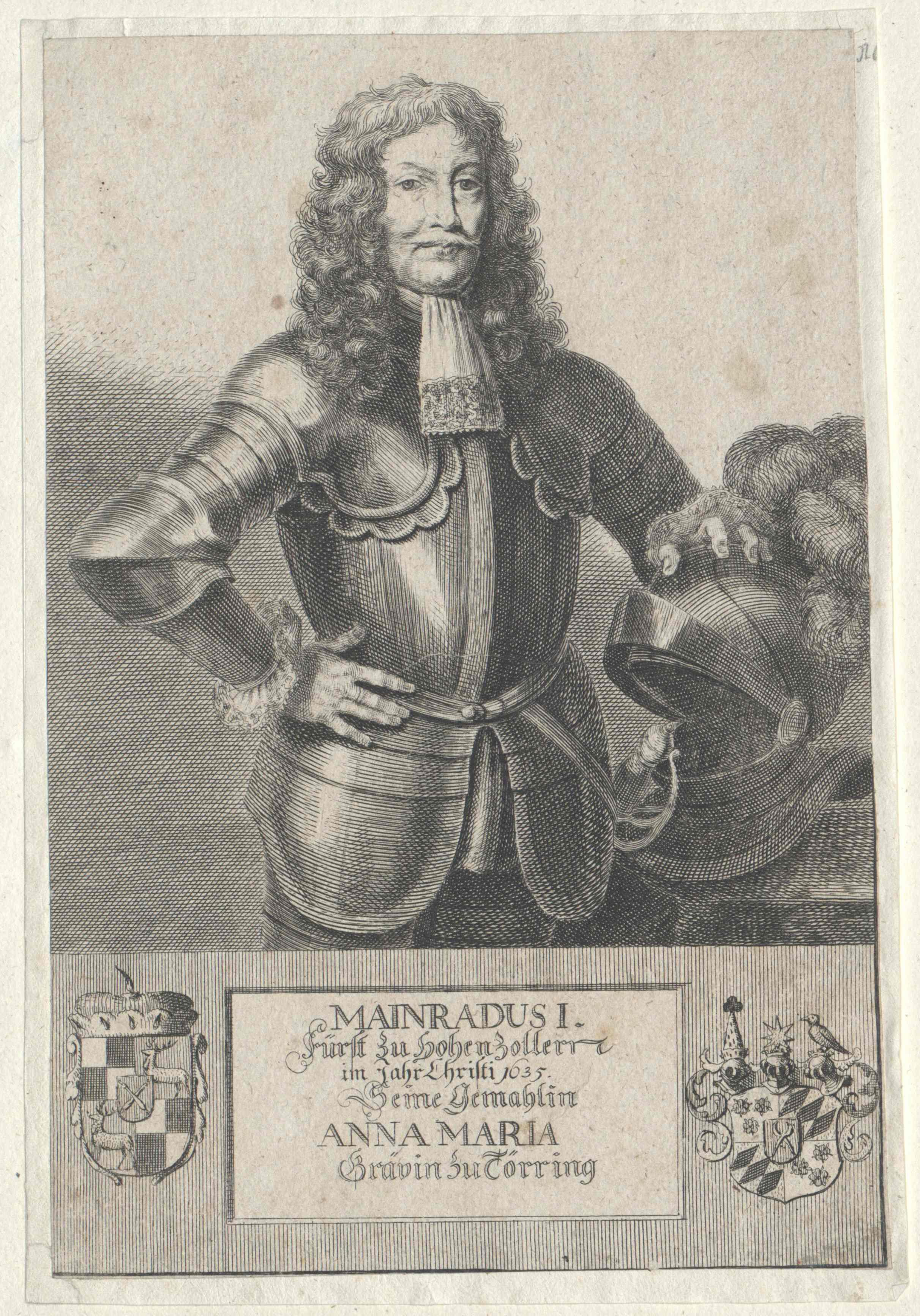
邁因拉德一世

邁因拉德一世於1681年去世。他去世後他的兒子馬克西米連一世成為下一任霍亨索倫-錫格馬林根親王。